# Antsva
Antsva (en abjasio: Анцәа; en abaza, Нчва) es el dios principal del neopaganismo abjasio (y también de la religión tradicional de los abaza), el creador de la naturaleza (el epíteto común «nuestro creador»), el Comandante y el Todopoderoso. Posee todas las perfecciones: omnipotencia, omnisciencia, paciencia, infinidad, inmutabilidad, etc. Habita el cielo (otro epíteto suele ser «cielo existente en el interior»).

## Características
Antsva es infinito en sus manifestaciones, fuente primaria de todo lo que existe y está por encima del mundo y del hombre. Este dios es la única fuente del bien y del mal en el mundo. 
Se cree que Dios es uno, pero sus acciones son infinitas en número. Como ser supremo, el resto de los dioses le obedecen. Cada fenómeno natural, cada clan, familia o individuo tiene su propia parte de Dios, así como cada cristiano tiene su propio ángel de la guarda.  

## Genealogía
La madre de Antsva es de la familia de Khetsia (en abjasio: Ахьаца, lit. 'carpe blanco'), por lo que el fuego del rayo no toca a los avispones. Según los mitos, lucha contra Ajnish (en abjasio: Аџьныш). Antsva tiene una hermana que es descendiente de la familia de los demonios. Por lo tanto, Antsva no tiene derecho a destruir a sus parientes, los demonios. 

## Simbología
Su nombre en abjasio deriva de madre, por lo que a primera vista parece que se usa el género femenino. Antsva se presenta como un hombre joven o un anciano blanco. Los transexuales se ven a menudo en las religiones tradicionales, y Antsva no es una excepción.
Según uno de los mitos, viste una prenda de cuero, tiene almuerzos dorados, sostiene un látigo en la mano (de este látigo deja salir un rayo). En muchos mitos, Antsva y Afi (dios del trueno) se equiparan. Cuando cae la lluvia del cielo, truena el trueno, y cuando se levanta, truena. Por eso, según el neopaganismo abjasio el trueno y el relámpago son una fuerza contra los malos espíritus.